# Jean Pernès
Jean Pernès (1939-1989) est un agronome et un généticien qui a mis en évidence les mécanismes de l'évolution des plantes cultivées, en particulier au travers de l'action des paysans depuis des millénaires. Il a insisté sur les limites des banques de gènes et le rôle des agriculteurs dans la sélection.

## Formation initiale
Né en 1939, Jean Pernès sort en 1962 de l'Institut national agronomique de Paris. Il s'engage dans la coopération dans le cadre de son service militaire qu'il effectue en Afrique.

## Expérience tropicale
À l'issue de son service il demeure dans le continent africain au sein de l'ORSTOM où il suit des programmes d'amélioration des plantes cultivées. Il est frappé à la fois par la dynamique évolutive des espèces comparativement à ce qu'il a observé en Europe mais aussi par l'activité méconnue des paysans africains en termes de sélection.

## Fondation du laboratoire de Génétique et de Physiologie des plantes
En 1973 Jean Pernès revient en France au sein de l'Université de Paris Sud. Il crée ensuite à la demande du CNRS le laboratoire de génétique et physiologie des plantes de Gif-sur-Yvette. Du fait de son insertion dans les réseaux internationaux et de ses fréquentes interventions à l'étranger, il contribue à diffuser ses observations.

## Ses contributions à la discipline
Jean Pernès a essentiellement travaillé sur les flux de gènes entre espèces voisines. Il a montré que ces flux pour être rares et faibles en quantité n'en jouent pas moins un rôle essentiel dans l'évolution des espèces. Il a proposé l'identification de « complexes d'espèces » qui assouplit la notion traditionnelle d'espèce, et introduit le concept de « compartiments » au sein d'un complexe. Il a surtout travaillé sur des graminées, Panicum maximum, Pennisetum glaucum et Setaria italica.

## Engagement contre l'appauvrissement des pools génétiques
Sur la base de son travail scientifique Jean Pernès s'inquiète de ce que l'on appelle pas encore la perte de biodiversité domestique. Dans les années 1980 il contribue à la création du Bureau des ressources génétiques (BRG). Défenseur d'une relation dynamique à la biodiversité, il critique les projets de banques de gènes. Sa pensée dans le domaine est bien résumée par le passage suivant :
« C’est ainsi qu’on peut échapper à l’affolante illusion que des coffres-forts climatisés - stock de graine, stock de culture de tissus - soient l’unique solution pour nous protéger contre notre propre gaspillage 
Force nous est de constater dans chaque pays la triple raréfaction génétique des agricultures, moins d’espèces cultivées (impérialisme de quelques cultures amenées à un niveau de productivité et de mécanisation rentable), moins de variétés cultivées par espèce (malgré parfois la richesse trompeuse des catalogues variétaux, les variétés ne sont souvent que des doubles légèrement modifiés d’un idéotype unique bien ajusté aux contraintes techniques et commerciales), moins de polymorphisme génétique interne aux variétés (pour des raisons commerciales, il est plus facile d’assurer la multiplication et la protection de structures variétales simples et reproductibles). » 
« le second [volet des mesures pour lutter contre la raréfaction génétique], plus profond et plus efficace passera par une nouvelle délégation de la création variétale aux cultivateurs eux-mêmes, reconduisant et sélectionnant des variétés-populations polymorphes et originales. Les sociétés de production de semence auraient alors une importance accrue dans un rôle d’encadrement et de conseil et dans leur travail de création et d’introduction de géniteurs et de populations sources qui très rapidement sortiraient du ghetto des stations pour être sélectionnés par des « paysans-experts » eux-mêmes. Ce point de vue, qui fait des ressources génétiques et de l’amélioration des plantes l’affaire de tous pourra paraître utopique à ceux qui n’ont pas eu l’occasion de s’émerveiller devant le savoir-faire et la sagacité des paysans héritiers de tous les « domesticateurs de plantes », qu’il s’agisse des cultivateurs traditionnels de maïs et de haricots du Mexique ou du Guatemala, des paysans chinois diversificateurs des blés, créateurs du millet, du riz et du soja, des paysans africains gérant les mils, les sorghos et de multiples légumes, etc. ». (J Pernès et al., Gestion des ressources génétiques des plantes, Tome 2, Manuel)
Un colloque international en son hommage a été organisé en 1992 regroupant les chercheurs se réclamant de son approche.